# Albrekt

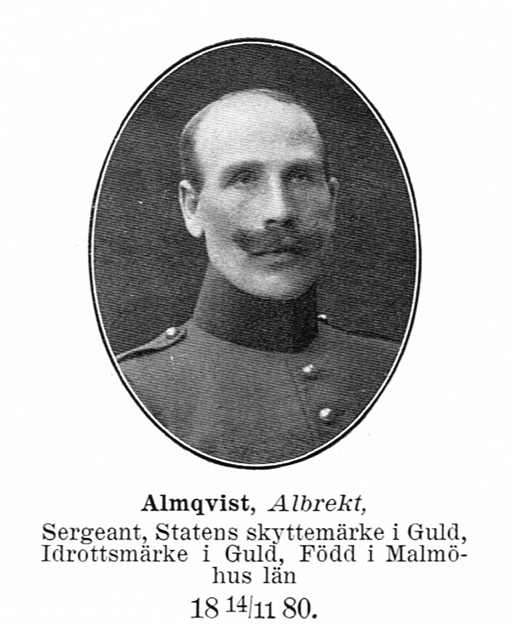
Albrekt Almqvist

Albrekt är en svensk form av det tyska mansnamnet Albrecht som betyder 'förnäm, ljus, glänsande'. I äldre tider var namnet mycket populärt, framförallt bland förnäma personer. Nuförtiden är det dock ganska sällsynt. Albert är en modernare variant av Albrekt. Den 31 december 2008 fanns det 32 män i Sverige med namnet Albrekt, varav 1 hade det som tilltalsnamn.
Namnsdag: 30 augusti

## Personer med namnet Albrekt
- Albrekt, badensisk furste
- Albrekt I, bayersk furste
- Albrekt II, bayersk furste
- Albrekt III, bayersk furste
- Albrekt IV, bayersk furste
- Albrekt V, bayersk furste
- Albrekt I, brandenburgsk furste, kallad Björnen
- Albrekt II, brandenburgsk furste
- Albrekt III, brandenburgsk furste, kallad "Albrekt Akilles
- Albrekt I, Braunschweigsk furste
- Albrekt II, holsteinsk furste
- Albrekt II, mecklenburgsk furste, kallad den store
- Albrekt III, mecklenburgsk furste: se Albrekt av Mecklenburg, svensk kung 1364-1389
- Albrekt IV, mecklenburgsk furste
- Albrekt V, mecklenburgsk furste
- Albrekt I, meissensk furste, kallad den stolte
- Albrekt II, tysk furste (Thüringen och Meissen) kallad "den vanartige"
- Albrekt III, sachsisk hertig (Sachsen-Meissen), kallad "den djärve".
- Albrekt, svensk kung, furste av Mecklenburg som Albrekt III, kallad av Mecklenburg
- Albrekt, preussisk hertig
- Albrekt Fredrik, preussisk hertig
- Albrekt I sachsisk hertig
- Albrekt II, sachsisk hertig (Sachsen-Wittenberg)
- Albreckt, tysk furste (Magdeburg och Mainz)
- Albrekt I, tysk-romersk kung
- Albrekt II, tysk-romersk kung
- Albrekt II, österrikisk hertig
- Albrekt III, österrikisk hertig
- Johan I Albrekt, polsk kung 1492
- Albrekt Bydelsbak
- Johan Albrekt Bengel
- Albrecht Kossel, tysk fysiolog, mottagare av Nobelpriset i fysiologi eller medicin